# سامانه مشترک ارتباط اطلاعات جهانی

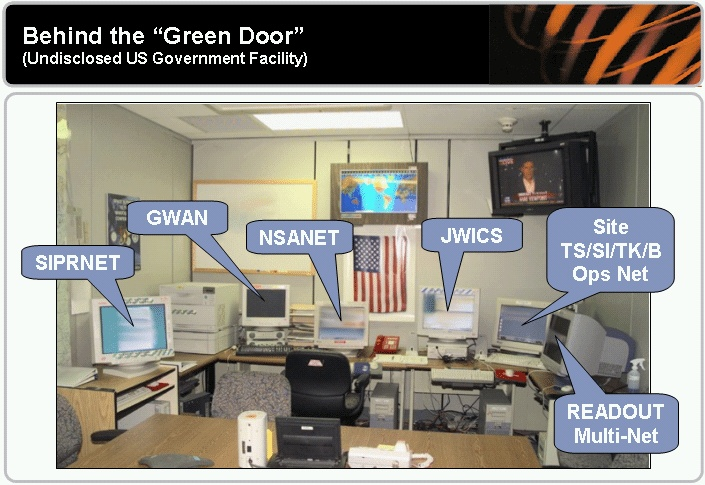
پشت در سبز – اتاق ارتباطات امن با ترمنیال‌های ارتباطی جداگانه برای دسترسی به سیپرنت، شبکه آژانس امنیت ملی، GWAN، و سامانه مشترک ارتباط اطلاعات جهانی

سامانه مشترک ارتباط اطلاعات جهانی (به انگلیسی: Joint Worldwide Intelligence Communications System) با سرواژه JWICS که به صورت «جِی‌ویکس» خوانده می‌شود یک شبکه فوق محرمانه/اطلاعات تقسیم‌شده حساس است که آژانس اطلاعات دفاعی ایالات متحده آمریکا پیش می‌بَرَد و وزارت دفاع ایالات متحده آمریکا، وزارت امور خارجه ایالات متحده آمریکا، وزارت امنیت میهن ایالات متحده آمریکا، و وزارت دادگستری ایالات متحده آمریکا از آن برای جابجایی اطلاعات طبقه‌بندی‌شده حساس ویژه، استفاده می‌کنند.
به بیان دیگر، سامانه مشترک ارتباط اطلاعات جهانی، به همراه همتاهای آن، سیپرنت، اینترانت فوق محرمانه وزارت دفاع آمریکا است. سامانه مشترک ارتباط اطلاعات جهانی، جایگزین برنامه‌های پیشین DSNET2 و DSNET3، و سطوح فوق محرمانه و اطلاعات تقسیم‌شده حساس شبکه داده‌های دفاعی شد که بر پایه فناوری آرپانت کار می‌کردند. پیوندهای مرده
در استفاده روزانه، سامانه مشترک ارتباط اطلاعات جهانی، در درجه نخیت، توسط اعضای جامعه اطلاعاتی ایالات متحده آمریکا مانند آژانس اطلاعات دفاعی در وزارت دفاع، و اداره تحقیقات فدرال (اف‌بی‌آی) در وزارت دادگستری استفاده می‌شود. در مقابل، بخش عمده استفاده از سیپرنت و نیپرنت، در وزارت دفاع و سازمان‌ها و اداره‌های دولتی غیراطلاعاتی هستند.
گفته می‌شود که سامانه مشترک ارتباط اطلاعات جهانی، یکی از شبکه‌هایی است که چلسی منینگ به آن دسترسی داشته‌است. او در سال ۲۰۱۰ (میلادی) بسیاری از اسناد طبقه‌بندی‌شده را افشا کرد. از جمله آنها افشای اسناد دیپلماتیک آمریکا و ویدیوی حمله هوایی سال ۲۰۰۷ در بغداد در وبگاه ویکی‌لیکس بودند.